# Данвілл (Західна Вірджинія)
Данвілл (англ. Danville) — місто (англ. town) в США, в окрузі Бун штату Західна Вірджинія. Населення — 672 особи (2020).

## Географія
Данвілл розташований за координатами 38°4′48″ пн. ш. 81°50′2″ зх. д. / 38.08000° пн. ш. 81.83389° зх. д. (38.080122, -81.833964).  За даними Бюро перепису населення США в 2010 році місто мало площу 2,81 км², з яких 2,77 км² — суходіл та 0,04 км² — водойми.

## Демографія
Згідно з переписом 2010 року, у місті мешкала 691 особа в 303 домогосподарствах у складі 150 родин. Густота населення становила 246 осіб/км².  Було 334 помешкання (119/км²).
Расовий склад населення:
| - 98,1 % — білих - 0,6 % — чорних або афроамериканців - 0,3 % — азіатів |

До двох чи більше рас належало 0,4 %. Частка іспаномовних становила 1,3 % від усіх жителів.
За віковим діапазоном населення розподілялося таким чином: 14,8 % — особи молодші 18 років, 53,8 % — особи у віці 18—64 років, 31,4 % — особи у віці 65 років та старші. Медіана віку мешканця становила 53,6 року. На 100 осіб жіночої статі у місті припадало 79,0 чоловіків;  на 100 жінок у віці від 18 років та старших — 72,2 чоловіків також старших 18 років.
Середній дохід на одне домашнє господарство  становив 42 219 доларів США (медіана — 26 875), а середній дохід на одну сім'ю — 53 304 долари (медіана — 46 094). За межею бідності перебувало 18,5 % осіб, у тому числі 29,8 % дітей у віці до 18 років та 8,5 % осіб у віці 65 років та старших.
Цивільне працевлаштоване населення становило 225 осіб. Основні галузі зайнятості: освіта, охорона здоров'я та соціальна допомога — 26,7 %, мистецтво, розваги та відпочинок — 25,8 %, сільське господарство, лісництво, риболовля — 16,0 %, роздрібна торгівля — 9,3 %.